# Scotorythra arurea
Scotorythra arurea là một loài bướm đêm trong họ Geometridae.